# Гражданский (Краснодарский край)
Гражда́нский — посёлок в Выселковском районе Краснодарского края.
Входит в состав Газырского сельского поселения.

## История
Основан в ноябре 1934 года. В 1947 году, в связи упразднением Гражданского района, передан в Выселковский район. В 1960—1980-е годы посёлок активно рос и развивался, появлялись магазины, предприятия. В 1977 году был открыт детский сад, а в 1983-м — новая школа. Появились телефонная связь, почта. Возникли новые улицы, которые асфальтировали к концу 1970-х годов.

## Население
| 2002 | 2010  |
| ---- | ----- |
| 1989 | ↘1690 |

По данным переписи 2002 года в национальной структуре населения посёлка преобладают русские (94 %).

## Инфраструктура
В Гражданском работают школа, детский сад, библиотека, спортзал, столовая, 8 магазинов. Есть парк со спорткомплексом (построен в 2022 году).
Улицы посёлка:
| - ул. Волгоградская, - ул. Восточная, - ул. Гаражная, - ул. Дорожная, - ул. Ленина, | - ул. Мира, - ул. Новая, - ул. Новостепная, - ул. Полевая, - ул. Садовая, | - ул. Свободы, - ул. Северная, - ул. Степная, - ул. Строительная, - пер. Школьный. |